# Mykoła Iszczenko
Mykoła Anatolijowycz Iszczenko, ukr. Микола Анатолійович Іщенко (ur. 9 marca 1983 w Kijowie, Ukraińska SRR) – ukraiński piłkarz, grający na pozycji obrońcy, reprezentant Ukrainy.

## Kariera piłkarska

### Kariera klubowa
Wychowanek DJuSSz-15 w Kijowie. Rozpoczął karierę piłkarską w klubie Karpaty Lwów. 10 czerwca 2001 zadebiutował w podstawowej jedenastce Karpat. Nie patrząc na młody wiek został wybrany kapitanem drużyny w latach 2006–2008. Został wybrany do symbolicznej jedenastki Karpat w historii Mistrzostw Ukrainy. 22 maja 2008 za 3 mln dolarów został wykupiony przez Szachtar Donieck. 23 sierpnia 2011 został wypożyczony do Illicziwca Mariupol. 9 października 2014 powrócił do Szachtara anulując kontrakt z mariupolskim klubem. W lutym 2015 przeszedł do Metalista Charków. 16 lipca 2015 przeszedł do Stali Dnieprodzierżyńsk. 3 lipca 2017 przeszedł do Weresu Równe. 12 lutego 2018 przeniósł się do Czornomorca Odessa. Po zakończeniu sezonu 2017/18 znów opuścił odeski klub.

### Kariera reprezentacyjna
W latach 2003–2006 regularnie był powoływany do młodzieżowej reprezentacji Ukrainy, w której rozegrał 24 gry. W 2006 został wicemistrzem młodzieżowych Mistrzostw Europy U-21 rozgrywanych w Portugalii. 6 czerwca 2011 roku debiutował w narodowej reprezentacji Ukrainy w przegranym 0:4 meczu towarzyskim z Francją.

## Sukcesy

### Sukcesy klubowe
- wicemistrz Ukrainy: 2009
- finalista Pucharu Ukrainy: 2009
- zdobywca Pucharu UEFA: 2009

### Odznaczenia
- tytuł Zasłużonego Mistrza Sportu Ukrainy: 2009[10]
- Order „Za odwagę” III klasy: 2009[11].